# Campanula cantabrica
Campanula cantabrica là loài thực vật có hoa trong họ Hoa chuông. Loài này được Feer mô tả khoa học đầu tiên năm 1890.